# You Learn
You Learn is een nummer van de Canadese zangeres Alanis Morissette uit 1996. Het is de vierde single van haar derde studioalbum Jagged Little Pill.
De tekst van het nummer stelt dat waardevolle lessen worden getrokken uit slechte beslissingen. Ook is de tekst gebaseerd op het Engelse gezegde "Live and learn", en wijst Morissette erop dat alles in het leven een leerervaring is. De albumtitel "Jagged Little Pill" is ontleend aan de regel "Swallow it down (what a jagged little pill)", die in dit nummer voorkomt. "You Learn" werd in een aantal landen een hit en bereikte de nummer 1-positie in Morissette's thuisland Canada. In Nederland bereikte het de Top 40 niet, wel bereikte het de 5e positie in de Tipparade van de Nederlandse Single Top 100. Desondanks werd de plaat wel een radiohit in Nederland.